# Punct de acces Wi-Fi

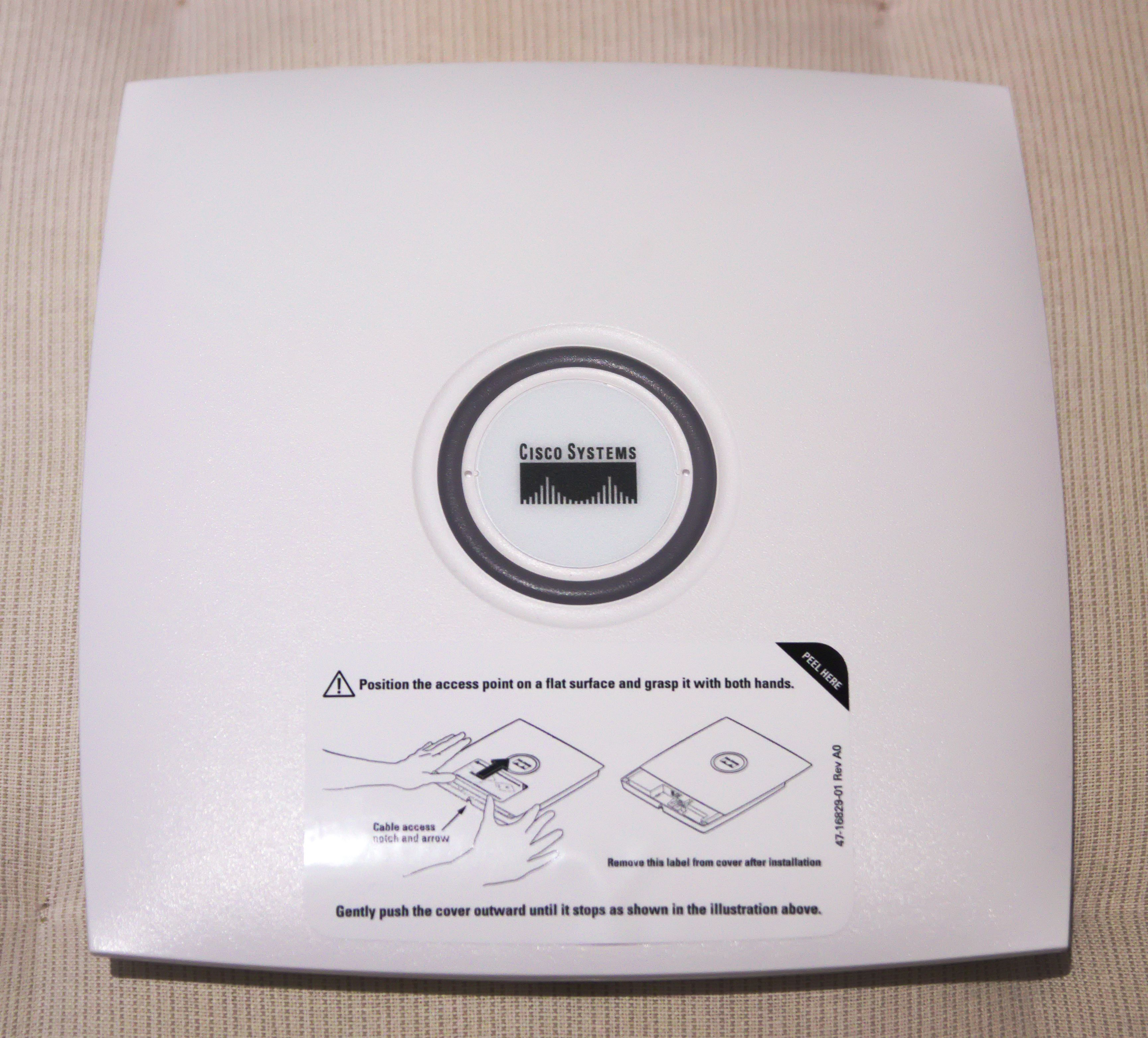
Punct de acces wireless Cisco Aironet

În rețelele de calculatoare, un punct de acces Wi-Fi, sau un punct de acces fără fir, punct acces Wi-Fi, punct de acces wireless, punct de acces, prescurtat AP, sau mai exact punct de acces la rețea prin Wi-Fi, este un dispozitiv hardware de rețea care permite altor dispozitive Wi-Fi să se conecteze la o rețea cu fir sau la o rețea fără fir. În mod uzual în limba română se mai folosesc și termenii: access point, access point wireless sau accespoint. Ca dispozitiv autonom, AP-ul poate avea o conexiune prin cablu la un swici sau un ruter, dar, într-un ruter fără fir, poate fi, de asemenea, o componentă integrală a routerului însuși. Multe rutere Wi-Fi pentru utilizare casnică sau pentru afaceri mici și mijloci, oferă posibilitatea de a schimba modul de lucru implicit din rutare în punct de acces Wi-Fi (AP). Un AP este diferențiat de un hotspot, care este o locație fizică în care este disponibil accesul Wi-Fi. 
Un AP poate fi descris, pentru o mai bună înțelegere, ca un swici care permite accesul la o rețea de calculatoare, prin conexiune fără fir.

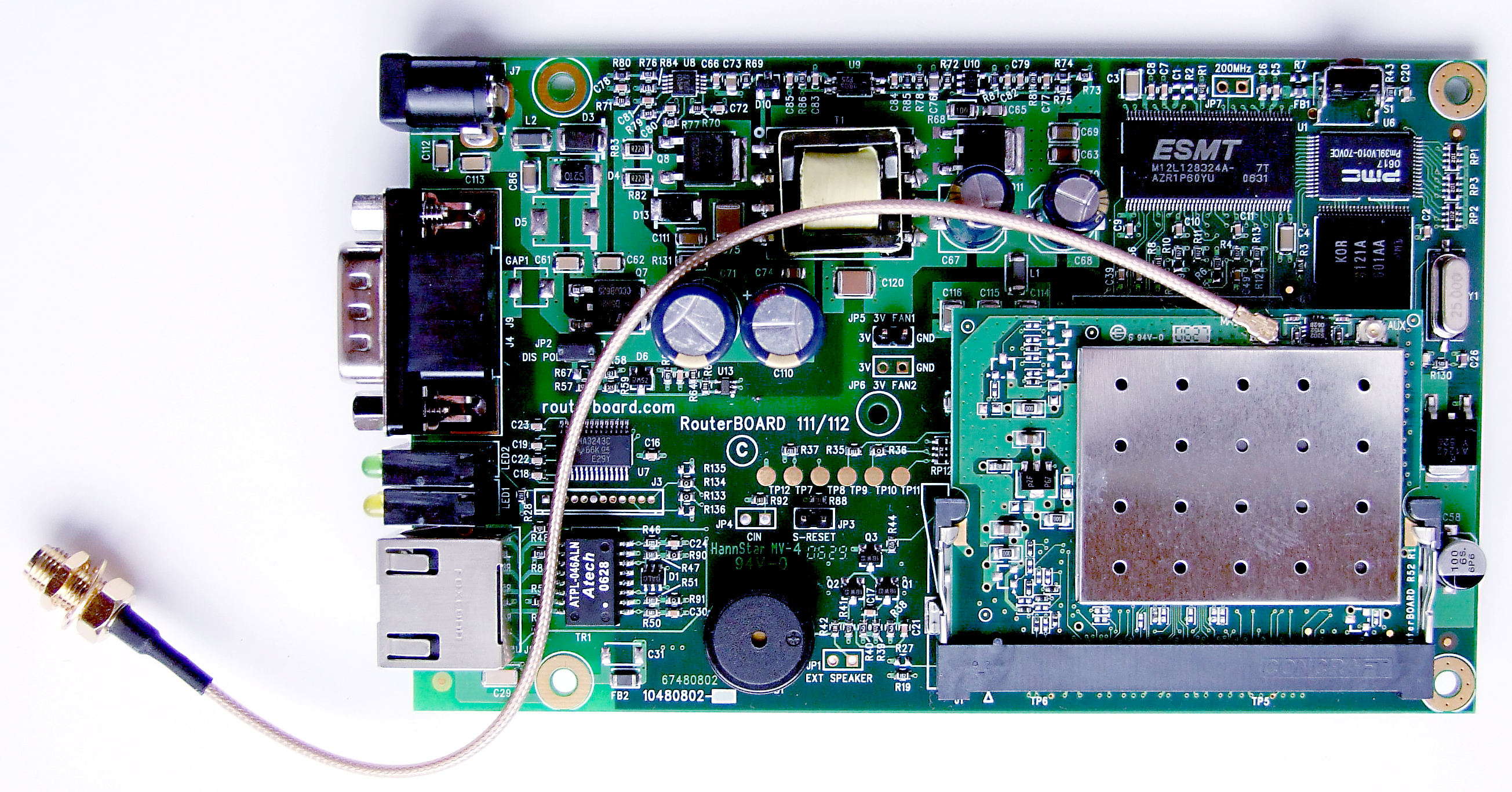
Modelul RouterBoard 112, utilizat pe scară largă de furnizorii de servicii de internet wireless (WISP) din întreaga lume, cu U.FL - RSMA pigtail și R52 mini PCI Wi-Fi card

Un AP se conectează direct la o rețea locală  cu fir, de obicei Ethernet, iar AP-ul oferă apoi conexiuni fără fir folosind tehnologia LAN fără fir, de obicei Wi-Fi, pentru ca alte dispozitive să utilizeze acea conexiune prin cablu. AP-urile acceptă conectarea mai multor dispozitive fără fir simultan.

## Tipuri de puncte de acces Wi-Fi
În general sunt mai multe categorii de diferențiere a punctelor de acces Wi-Fi, astfel:
După locul de montare:

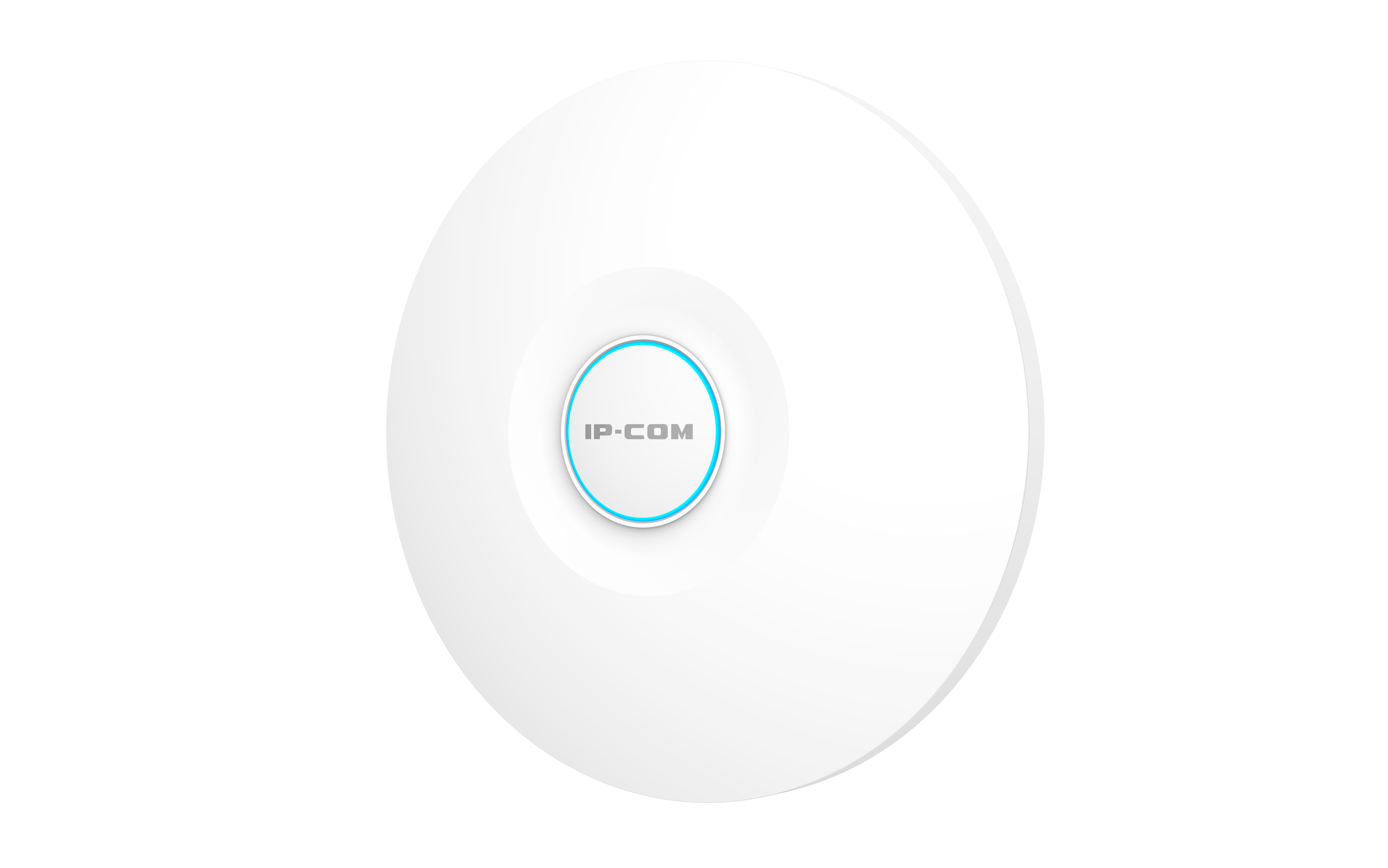
Punct de acces Wi-Fi model Pro-6-LR de la IP-COM cu montare pe plafon.

- AP-uri cu montare pe tavan (plafon).
- AP-uri cu montare pe perete, în doze de perete.
- AP-uri de exterior.
- AP-uri exclusiv cu montare în spații interioare.

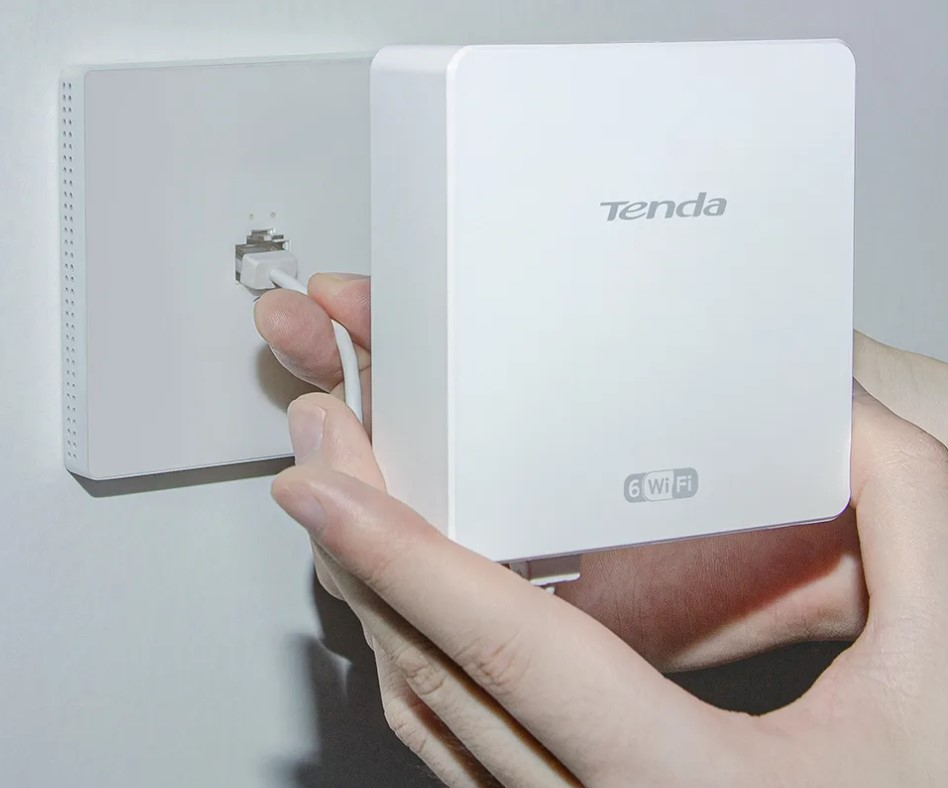
Tenda W15-Pro este un punct de acces Wi-Fi 6 ce poate fi montat direct pe perete, sau pe priza de rețea sau direct într-o doză standard de 86 x 86 mm. Acesta e alimentat prin PoE.

- AP-uri cu alimentare prin PoE.

## Diferențe dintre punctul de acces și repetorul Wi-Fi
Articol principal: Repetor Wi-Fi

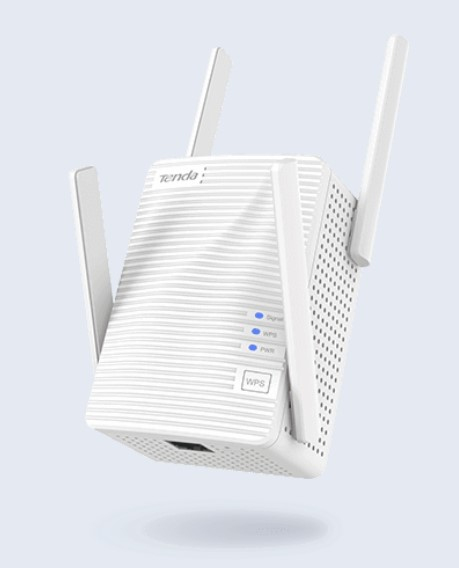
Tenda A21 este un dispozitiv de mici dimensiuni pentru extinderea rețelei Wi-Fi, cunoscut în piață ca extender sau repetor Wi-Fi.

În general un punct de acces Wi-Fi se diferențiază de un repetor Wi-Fi (range extender, repeater) prin faptul că AP-ul se conectează prin cablu la rețeaua principală iar repetorul se conectează prin Wi-Fi la rețeaua principală, rețeaua ce trebuie extinsă. Apoi ambele emit o rețea Wi-Fi pentru a permite dispozitivelor să acceseze rețeaua principală.
Unele repetoare Wi-Fi permit ca conectarea la rețeaua din amonte să fie făcută și printr-un cablu LAN, astfel aceste echipamente de mici dimeniuni pentru extinderea rețelei Wi-Fi, devin în fapt AP-uri. Ca exemplu, Tenda A21 are un port RJ45 în partea de jos care permite conectarea unui cablu de rețea, apoi din interfața locală de configurare se poate seta aparatul să funcționeze în modul AP.
Diferența dintre AP și repetor este mediul de comunicare cu rețeaua din amonte, rețeaua principală, rețeaua ce trebuie extinsă, anume: AP-ul utilizează un mediu ghidat precum un cablu pe cupru sau fibră optică iar repetorul utilizează un mediu neghidat, anume unde electromagnetice, prin Wi-Fi. Însă, ambele pot fi considerate puncte de acces fără fir.
În general repetoarele Wi-Fi dedicate au o interfață de configurare mult simplificată și nu suportă moduri de gestionare avansate.
O altă caracteristică a multor repetoare este că acestea creează o rețea Wi-Fi cu aceeași parolă, SSID (denumire rețea Wi-Fi) și algoritm de criptare ca rețeaua din amonte pe care o extind, însă acest lucru poate fi modificat ulterior in interfața de gestionare sau chiar în timpul procesului inițial pas cu pas de configurare.

## Punct de acces Wi-Fi vs. rețea ad-hoc
Există confuzia între noțiunile puncte de acces wireless și rețea wireless ad-hoc. O rețea ad-hoc sau Wi-Fi Direct utilizează o conexiune între două sau mai multe dispozitive fără a utiliza un punct de acces fără fir; dispozitivele comunică direct. Deoarece configurarea este ușoară și nu necesită un punct de acces, o rețea ad-hoc este utilizată în situații precum un schimb rapid de date sau un joc video multiplayer.
Conexiunile ad-hoc nu sunt, în general, recomandate pentru o instalare permanentă. 
Sau se mai confundă cu rețelele hotspot pentru partajarea, prin crearea unei rețele Wi-Fi temporare, a conexiunii de date mobile de pe telefonul mobil.

## Moduri de gestionare

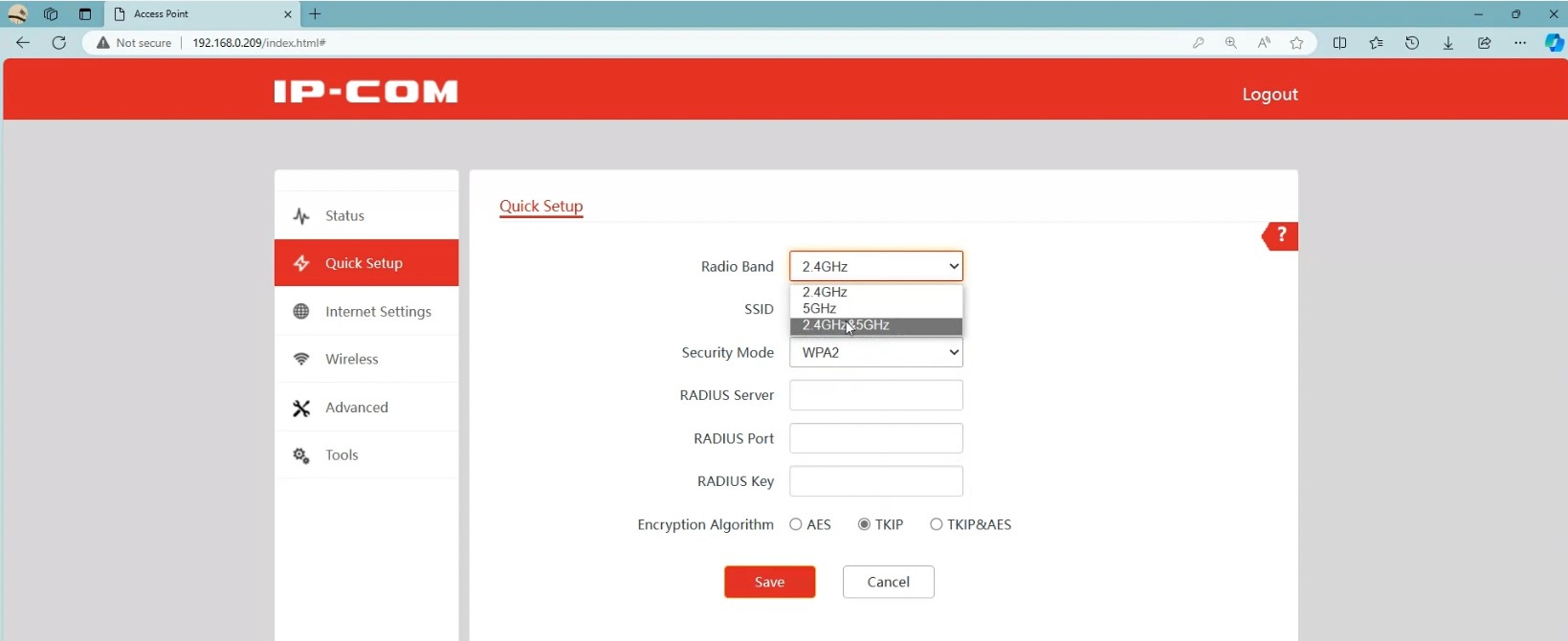
Interfața locală web de gestionare a unui AP de la IP-COM accesată dintr-un browser.

În general un punct de acces Wi-Fi are o interfață grafică de gestionare accesibilă local, accesând IP-ul echipamentului dintr-un browser și poate fi configurat și monitorizat traficul. Interfața permite modificarea politicilor wireless precum schimbarea SSID-urilor, cheilor de conectare și algoritmilor și protocoalelor de securitate. În general, un AP permite mai multe SSID-uri. În mod implicit clienții conectați la rețelele Wi-Fi emise de AP primesc un IP de la un server, ruter sau gateway din rețea, însă și AP-urile pot avea un server DHCP integrat care poate fi activat. Interfața unui AP poate oferi și posibilitatea filtrării accesului clienților pe baza adresei MAC, atribuirea de VLAN per SSID, stabilirea unei rate maxime de download și upload per client sau SSID și alte funcții. 
În esență, un punct de acces Wi-Fi funcționează ca un swici. Odată conectat la rețea și conectați clienții la SSID-urile implicite aceștia deja comunică, primesc IP-uri de la un server DHCP din rețea, etc. Ca majoritatea swiciurilor de pe piață, și AP-urile au setat un IP fix implicit prin care se accesează interfața locală de gestionare iar pentru accesarea facilă a setărilor, IP-ul se poate seta cu unul din segmentul de rețea pe care îl servește, așa cum se face de deseori și la un swici.  
Punctele de acces Wi-Fi pot fi gestionate unificat și centralizat cu ajutorul unui controler hardware de AP-uri denumit și access controller (AC). Astfel, AP-urile sunt adoptate de AC și apoi toate setările aferente, inclusiv politicile wireless, sunt modificate din interfața de gestionare al controlerului și trimise către AP-uri. Unele rutere au și funcția adițională de control de AP-uri, ca exemplu ruterul pe fir IP-COM M20-8G-PoE.
Mai nou, punctele de acces Wi-Fi pot fi gestionate centralizat și unificat și dintr-un software intalat pe un calculator, definit uneori ca controler software sau dintr-o platformă cloud. Mulți producători oferă posibilitatea de gestionare unificată și dintr-o aplicație de mobil care accesează, în general, datele din platforma cloud.

## Standarde Wi-Fi
Articol principal: Wi-Fi
Există multe standarde de date wireless care au fost introduse pentru punctul de acces fără fir și tehnologia routerului fără fir . Au fost create noi standarde pentru a satisface nevoia tot mai mare de conexiuni wireless mai rapide. Punctele de acces pot oferi compatibilitate cu protocoalele Wi-Fi mai vechi, deoarece multe dispozitive au fost fabricate pentru a fi utilizate cu standarde mai vechi.  În tabelul de mai jos se prezintă diverse caracteristici pentru Wi-Fi:
| Versiune Wi-Fi | Numele tehnic | Anul lansării | Lățimea canalelor benzii de 2.4GHz       | Lățimea canalelor benzii de 5GHz         | Lățimea canalelor benzii de 6GHz         | Rata maximă teoretică | Caracteristici cheie |
| -------------- | ------------- | ------------- | ---------------------------------------- | ---------------------------------------- | ---------------------------------------- | --------------------- | --- |
| Wi-Fi 7        | IEEE 802.11be | 2024          | 20 MHz, 40 MHz, 80 MHz, 160 MHz, 320 MHz | 20 MHz, 40 MHz, 80 MHz, 160 MHz, 320 MHz | 20 MHz, 40 MHz, 80 MHz, 160 MHz, 320 MHz | Până la 46 Gbps       | Suportă toate cele 3 benzi, utilizează o lățime de bandă de 320 MHz, o modulație de 4096-QAM și o tehnologie Multi-RU și Multi-Link.                                                                    |
| Wi-Fi 6E       | IEEE 802.11ax | 2020          | 20 MHz, 40 MHz, 80 MHz, 160 MHz          | 20 MHz, 40 MHz, 80 MHz, 160 MHz          | 20 MHz, 40 MHz, 80 MHz, 160 MHz          | Până la 9.6 Gbps      | Extinde Wi-Fi 6 prin adăugarea unei benzi de 6 GHz, oferind o lățime de bandă suplimentară de 1200 MHz peste cei 500 MHz oferiți de 5 GHz. Suportă până la 14 canale de 80 MHz sau 7 canale de 160 MHz. |
| Wi-Fi 6        | IEEE 802.11ax | 2019          | 20 MHz, 40 MHz, 80 MHz, 160 MHz          | 20 MHz, 40 MHz, 80 MHz, 160 MHz          | Nu are această bandă.                    | Până la 9.6 Gbps      | Suportă toate caracteristicile Wi-Fi 5, adaugă îmbunătățiri pentru performanță în locuri aglomerate, suportă 1024-QAM, MIMO și MU-MIMO pentru viteze mai rapide.                                        |
| Wi-Fi 5        | IEEE 802.11ac | 2014          | Nu are această bandă.                    | 20 MHz, 40 MHz, 80 MHz, 160 MHz          | Nu are această bandă.                    | Până la 3.5 Gbps      | Introduce suport pentru date care depășesc un gigabit, suport pentru beamforming, MU-MIMO, lățime de canal de 160 MHz și patru fluxuri spațiale.                                                        |
| Wi-Fi 4        | IEEE 802.11n  | 2009          | 20 MHz, 40 MHz                           | 20 MHz, 40 MHz                           | Nu are această bandă.                    | Până la 600 Mbps      | Primul standard care permite folosirea a două benzi de frecvențe radio: 2,4 GHz și 5 GHz, introduce MIMO (multiple-input-multiple-output).                                                              |
| Wi-Fi 3        | IEEE 802.11g  | 2003          | 20 MHz                                   | Nu are această bandă.                    | Nu are această bandă.                    | Până la 54 Mbps       | A fost adoptat pe scară largă, în timp ce Wi-Fi 2 a avut o prezență limitată în setările de afaceri. |
| Wi-Fi 2        | IEEE 802.11a  | 1999          | Nu are această bandă.                    | 20 MHz                                   | Nu are această bandă.                    | Până la 54 Mbps       | A fost lansat în același timp cu Wi-Fi 3, dar a avut o prezență limitată în setările de afaceri. |
| Wi-Fi 1        | IEEE 802.11b  | 1999          | 22 MHz                                   | Nu are această bandă.                    | Nu are această bandă.                    | Până la 11 Mbps       | A fost adoptat pe scară largă, în timp ce Wi-Fi 2 a avut o prezență limitată în setările de afaceri. |

Notă: Ratele maxime teoretice sunt valori ideale și pot varia în funcție de condițiile de rețea, distanță și tipul de hardware folosit.

## Securitate
Articol principal: Wi-Fi
Accesul wireless are considerații speciale de securitate. Multe rețele cu fir își bazează securitatea pe controlul accesului fizic, având încredere în toți utilizatorii din rețeaua locală, dar dacă punctele de acces fără fir sunt conectate la rețea, oricine se află în raza de acțiune a AP-ului (care se extinde de obicei mai departe decât zona prevăzută) se poate atașa la rețeaua.
Cea mai comună soluție este criptarea traficului wireless. Punctele de acces moderne vin cu criptare încorporată. Schema de criptare din prima generație, WEP, sa dovedit ușor de spart; schemele de a doua și a treia generație, WPA și WPA2, sunt considerate sigure  dacă se utilizează o parolă sau o frază de acces suficient de puternică.
Unele AP-uri acceptă autentificarea în stil hotspot folosind RADIUS și alte servere de autentificare .
Opiniile despre securitatea rețelei wireless variază foarte mult. De exemplu, într-un articol din 2008 pentru revista Wired, Bruce Schneier a afirmat că beneficiile nete ale Wi-Fi deschis fără parole depășesc riscurile , o poziție susținută în 2014 de Peter Eckersley de la Electronic Frontier Foundation .  Poziția opusă a fost luată de Nick Mediati într-un articol pentru PC World, în care susține că fiecare punct de acces wireless trebuie protejat cu o parolă. 
Sunt 4 protocoale de criptare WEP, WPA, WPA2 și WPA3. Însă, EAP (Extensible Authentication Protocol) nu este un protocol de criptare în sine, ci un cadru de autentificare utilizat în conexiunile de rețea și internet. EAP poate fi utilizat în combinație cu diferite protocoale de securitate Wi-Fi, WPA, WPA2, inclusiv WPA3. De exemplu, în rețelele WPA3-Enterprise, autentificarea utilizatorilor se realizează prin intermediul EAP, care permite autentificarea prin servere RADIUS. Prin urmare, EAP și WPA3 pot funcționa împreună pentru a asigura o securitate mai bună în rețelele Wi-Fi.
| Protocol de criptare | An   | Tip de Criptare                             | Caracteristici Cheie                                                                                              | Compatibilitate Wi-Fi minim |
| -------------------- | ---- | ------------------------------------------- | --- | --------------------------- |
| WEP                  | 1997 | Simetrică (64/128 biți)                     | Criptare statică. Vulnerabil la atacuri și spargere a cheilor.                                                    | Wi-Fi 802.11b/g             |
| WPA                  | 2003 | TKIP (Temporal Key Integrity Protocol)      | Schimbarea cheii la fiecare pachet. Verificare a integrității mesajelor.                                          | Wi-Fi 802.11b/g             |
| WPA2                 | 2004 | AES (Advanced Encryption Standard)          | Criptare mai puternică. Autentificare robustă. Protecție împotriva atacurilor de tip offline.                     | Wi-Fi 802.11a/b/g/n/ac      |
| WPA3                 | 2018 | SAE (Simultaneous Authentication of Equals) | Autentificare mai sigură. Criptare individuală pentru fiecare pachet. Protecție împotriva atacurilor brute force. | Wi-Fi 802.11ax (Wi-Fi 6)    |

## Limitări
În general, se recomandă ca un AP IEEE 802.11n să aibă maximum 10–25 de clienți.  Cu toate acestea, numărul maxim real de clienți care pot fi suportați poate varia semnificativ în funcție de mai mulți factori, cum ar fi tipul de AP-uri utilizate, densitatea mediului client, debitul dorit de client etc. Mai nou, multe AP-uri pot suporta 50-200 de clienți conectați simultan, dar și mai mulți. Gama de comunicare poate varia, de asemenea, semnificativ, în funcție de variabile precum amplasarea în interior sau în exterior, înălțimea deasupra solului, obstacolele din apropiere, alte dispozitive electronice care ar putea interfera activ cu semnalul prin difuzarea pe aceeași frecvență, tipul de antenă, vremea curentă, frecvența radio de funcționare și puterea de ieșire a dispozitivelor. . Proiectanții de rețea pot extinde gama de AP-uri prin utilizarea repetoarelor, care amplifică un semnal radio și a reflectoarelor, care doar îl resping. În condiții experimentale, rețelele wireless au funcționat pe distanțe de câteva sute de kilometri. 
Majoritatea regiunilor și țărilor au doar un număr limitat de frecvențe disponibile din punct de vedere legal pentru utilizare de către rețelele fără fir. De obicei, AP-urile adiacente vor folosi frecvențe (canale) diferite pentru a comunica cu clienții lor, pentru a evita interferența între două sisteme apropiate. Dispozitivele wireless pot „asculta” traficul de date pe alte frecvențe și pot comuta rapid de la o frecvență la alta pentru a obține o recepție mai bună, datorită funcției schimbării automate a canalului ed comunicare. Cu toate acestea, numărul limitat de frecvențe devine problematic în zonele aglomerate din centrul orașului, cu clădiri înalte care folosesc mai multe AP-uri. Într-un astfel de mediu, suprapunerea semnalului devine o problemă care provoacă interferențe, care are ca rezultat degradarea semnalului și erori de date. 
Rețelele fără fir întârzie rețelele cu fir în ceea ce privește creșterea lățimii de bandă și a debitului . În timp ce (din 2013) modulația 256-QAM de înaltă densitate, dispozitivele fără fir cu 3 antene pentru piața de consum pot atinge viteze susținute în lumea reală de aproximativ 240 Mbit/s la 13 m în spatele a doi pereți în picioare ( NLOS ) în funcție de natura lor sau 360 Mbit/s la 10 m linie de vedere sau 380 Mbit/s la 2 m linie vizuală ( IEEE 802.11ac ) sau 20 până la 25 Mbit/s la 2 m linie vizuală ( IEEE 802.11g ), hardware cu fir cu cost similar ajunge mai aproape de 1000 Mbit/s până la distanța specificată de 100 m cu cablare cu perechi răsucite în condiții optime ( Categoria 5 (cunoscută ca Cat-5) sau cablare mai bună cu Gigabit Ethernet ). Un impediment pentru creșterea vitezei comunicațiilor fără fir vine din utilizarea de către Wi-Fi a unui mediu de comunicații partajat: astfel, două stații în modul infrastructură care comunică între ele chiar și prin același AP trebuie să aibă fiecare cadru transmis de două ori: de la expeditor la AP, apoi de la AP la receptor. Acest lucru înjumătățește aproximativ lățimea de bandă efectivă, astfel încât un AP este capabil să utilizeze doar ceva mai puțin de jumătate din rata reală de transmisie prin aer pentru transferul de date. 